# باشگاه فوتبال زنان کالج محققین آسیایی
باشگاه فوتبال زنان کالج محققین آسیایی یک باشگاه فوتبال زنان در کشور تایلند است